# Zàuiya de Sidi M'hamed
La Zàuiya de Sidi M'hamed Bou Qobrine es troba a Alger, a Algèria, construïda en honor seu. És una de les zàuiyes algerianes afiliada a la confraria Rahmaniyya sota la supervisió del Ministeri d'Afers Religiosos i la Referència Religiosa Algeriana.

## Història
La va erigir el dey Hassan Pasha el 1791, a Hamma, segons una inscripció en dues plaques de marbre. Al principi es trobava a la part de la ciutat anomenada Fahs (a prop dels barris urbanitzats) fora d'intramurs (l'actual Casba), i contenia dues estances de tres naus. Equipada amb un minaret, va ser construïda en un dels cementeris més antics d'Algèria: el de Sidi Mhamed. Sidi Mhamed fou el fundador de la confraria Rahmaniyya, i a la seua tomba acudia (fins al s. XX) en romeria la seua confraria. La comuna algeriana de Sidi M'Hamed (Alger) duu el seu nom per la seua memòria.

## Construcció
Després de trenta anys d'absència d'Algèria, Sidi M'hamed Bou Qobrine va tornar al país per establir-se primer al seu poble d'Ait Smail, on creà la Zàuiya de Bounouh.
Més tard va establir-se a Alger, el 1792, per fundar-hi la Zàuiya de Sidi M'hamed.
Es va establir al que més tard seria el districte de Hamma i hi fundà la seua gran zàuiya que s'estendria per Algèria.

## Descripció
Aquesta Zàuiya de Sidi M'hamed acollia pobres, orfes i estrangers, i era també una universitat on s'ensenyaven moltes ciències.
Es va convertir en el lloc privilegiat dels Khalwa (“solitud", noció sufí) que hi venien a iniciar-s'hi.
El xeic tingué de deixebles Sidi Abderrahman Bacha tarzi El Qosantini, que propagarà la tariqa per tot l'est del país, Sidi Ibn Azzouz El Bordji, Sidi Amezian El Haddad, dirigent de la revolta dels Mokrani, Sidi Ahmed Tidjani, fundador de la tariqa Tijàniyya, i molts altres.
La seua tariqa Khalwatiyya es va convertir en la Rahmaniya (que donarà nom a la zàuiya Lalla Rahmaniya), en referència a Abderrahman, el nom de son pare.
Així és com Sidi M'Hamed va introduir la tariqa Khalwatiyya a Algèria.
Hi va ensenyar durant uns 25 anys, fins al dia en què, sentint que la salut li fallava, va decidir tornar a casa. Hi va morir el 1793, als 73 anys.